# 食尚夫妻
食尚夫妻建立於2016年10月2日，由蔡曼嫻職能治療師與其丈夫朱濬瑋插畫家共同經營，其「【食尚夫妻】職能治療師&插畫家&寶皇」臉書粉絲團致力提供專業的育兒知識並分享養育其子寶皇的育兒生活。利用其小兒職能治療的學術與臨床經驗結合逗趣大眾化的題材，透過影片與插畫把枯燥專業育兒知識活潑化，並分享有趣的育兒經驗受到不少新聞媒體所報導。